# Atletismo nos Jogos Olímpicos de Verão de 2024 - 5000 m feminino

Vídeo Oficial

A competição dos 5000 metros feminino do atletismo nos Jogos Olímpicos de Verão de 2024 ocorreu em 2 e 5 de agosto de 2024 no Stade de France, em Paris.
O Quênia conquistou os dois primeiros lugares, com a medalha de ouro ficando com Beatrice Chebet (14min28s56) e Faith Kipyegon com a prata (14min29s60). A medalha de bronze ficou a neerlandesa nascida na Etiópia, Sifan Hassan (14min30s61).

## Resumo
A bateria 1 da primeira rodada contou com a bicampeã olímpica e tricampeã mundial dos 1500 m, e atual campeã mundial dos 5000 m, Faith Kipyegon. Além disso, também estava a atual campeão olímpica dos 5000 m e 10000 m, Sifan Hassan, e a recordista mundial Gudaf Tsegay. A prova foi liderada pelas atletas japonesas Yuma Yamamoto (até os 3200 metros) e Nozomi Tanaka (até os 4700 metros). A partir daí, Faith Kipyegon assumiu a liderança e a manteve até o final. Sifan Hassan passou em segundo, seis milésimos à frente de Nadia Battocletti. Margaret Kipkemboi cruzou a linha de chegada em quarto e Gudaf Tsegay na quinta posição.
Na bateria 2, Esther Chebet partiu na liderança no início na prova. A partir do 2000 metros, Isobel Batt-Doyle e Beatrice Chebet começaram a brigar pela primeira posição. Nos 4600 metros, Karoline Bjerkeli Grøvdal passou na liderança e seguiu nessa posição até a reta final, quando foi ultrapassada por três atletas e terminou em quarto. Beatrice Chebet cruzou a linha de chegada em primeiro, Medina Eisa em segundo e Rose Davies em terceiro.
A final se desenvolveu com um grupo de atletas no pelotão da frente alternando de posição. Durante uma disputa pela liderança da prova, Faith Kipyegon se enroscou com Gudaf Tsegay. A atleta etíope acabou perdendo o ritmo, sendo ultrapassada por várias atletas. Beatrice Chebet ultrapassou Faith Kipyegon na reta final e garantiu a medalha de ouro. Faith Kipyegon cruzou a linha de chegada em segundo, mas acabou sendo desclassificada por causa do incidente com Tsegay. Após um recurso bem sucedido da confederação de atletismo do Quênia, Kipyegon recuperou a medalha de prata. O bronze ficou com a então campeã olímpica da prova, Sifan Hassan.

## Histórico
Os 5000 metros feminino estão presentes no programa de atletismo olímpico desde a edição de 1996, substituindo os 3000 m, que já havia sido disputado três vezes, desde 1984.
| Tipo                | Atleta                   | Tempo    | Local                  | Data                 |
| ------------------- | ------------------------ | -------- | ---------------------- | -------------------- |
| Recorde mundial     | Gudaf Tsegay (ETH)       | 14:00.21 | Eugene, Estados Unidos | 17 de setembro 2023  |
| Recorde olímpico    | Vivian Cheruiyot (KEN)   | 14:26.72 | Rio de Janeiro, Brasil | 19 de agosto de 2016 |
| Melhor marca do ano | Tsigie Gebreselama (ETH) | 14:16.76 | Eugene, Estados Unidos | 25 de maio de 2024   |

| Área                               | Atleta                | Tempo    |
| ---------------------------------- | --------------------- | -------- |
| África                             | Gudaf Tsegay (ETH)    | 14:00.21 |
| Ásia                               | Bo Jiang (CHN)        | 14:28.09 |
| Europa                             | Sifan Hassan (NED)    | 14:13.42 |
| América do Norte, Central e Caribe | Alicia Monson (USA)   | 14:19.45 |
| Oceania                            | Kimberley Smith (AUS) | 14:39.89 |
| América do Sul                     | Joselyn Brea (VEN)    | 14:36.59 |

## Qualificação
Para o evento feminino dos 5000 metros, o período de qualificação foi entre os dias 1 de julho de 2023 e 30 de junho de 2024. Até 45 atletas poderiam se classificar para essa prova, com um máximo de três atletas por país. O atleta poderia se qualificar para os Jogos Olímpicos caso atingisse o índice olímpico de 14min52s00 ou através do Ranking Mundial de Atletismo.

## Resultados

### Primeira rodada
As baterias da primeira rodada foram realizadas em 2 de agosto, começando às 18:10 (UTC+2). As oito primeiras avançavam para a final.

#### Bateria 1
| Pos.   | Atleta             | CON                | Tempo           | Notas |
| ------ | ------------------ | ------------------ | --------------- | ----- |
| 1      | Faith Kipyegon     | KEN Quênia         | 14:57.56        | Q     |
| 2      | Sifan Hassan       | NED Países Baixos  | 14:57.65 (.641) | Q     |
| 3      | Nadia Battocletti  | ITA Itália         | 14:57.65 (.647) | Q     |
| 4      | Margaret Kipkemboi | KEN Quênia         | 14:57.70        | Q     |
| 5      | Gudaf Tsegay       | ETH Etiópia        | 14:57.84        | Q,    |
| 6      | Ejgayehu Taye      | ETH Etiópia        | 14:57.97        | Q     |
| 7      | Elise Cranny       | USA Estados Unidos | 14:58.55        | Q     |
| 8      | Karissa Schweizer  | USA Estados Unidos | 14:59.64        | Q     |
| 9      | Nozomi Tanaka      | JPN Japão          | 15:00.62        |       |
| 10     | Marta García       | ESP Espanha        | 15:08.87        |       |
| 11     | Mariana Machado    | POR Portugal       | 15:23.26        |       |
| 12     | Belinda Chemutai   | UGA Uganda         | 15:23.90        |       |
| 13     | Lauren Ryan        | AUS Austrália      | 15:29.35        |       |
| 14     | Hanna Klein        | GER Alemanha       | 15:31.85        |       |
| 15     | Lisa Rooms         | BEL Bélgica        | 15:37.55        |       |
| 16     | Agate Caune        | LAT Letônia        | 15:38.19        |       |
| 17     | Yuma Yamamoto      | JPN Japão          | 15:43.67        |       |
| 18     | Alma Delia Cortés  | MEX México         | 15:45.33        |       |
| 19     | Briana Scott       | CAN Canadá         | 15:47.30        |       |
| 20     | Ankita Dhyani      | IND Índia          | 16:19.38        |       |
| —      | Joy Cheptoyek      | UGA Uganda         | DNS             |       |
| Fonte: |                    |                    |                 |       |

#### Bateria 2
| Pos.   | Atleta                    | CON                | Tempo    | Notas                |
| ------ | ------------------------- | ------------------ | -------- | -------------------- |
| 1      | Beatrice Chebet           | KEN Quênia         | 15:00.73 | Q                    |
| 2      | Medina Eisa               | ETH Etiópia        | 15:00.82 | Q                    |
| 3      | Rose Davies               | AUS Austrália      | 15:00.86 | Q                    |
| 4      | Karoline Bjerkeli Grøvdal | NOR Noruega        | 15:01.14 | Q                    |
| 5      | Francine Niyomukunzi      | BDI Burundi        | 15:01.42 | Q                    |
| 6      | Whittni Morgan            | USA Estados Unidos | 15:02.14 | Q, SB                |
| 7      | Nathalie Blomqvist        | FIN Finlândia      | 15:02.75 | Q                    |
| 8      | Joselyn Brea              | VEN Venezuela      | 15:02.89 | Q                    |
| 9      | Isobel Batt-Doyle         | AUS Austrália      | 15:03.64 |                      |
| 10     | Maureen Koster            | NED Países Baixos  | 15:03.66 |                      |
| 11     | Laura Galván              | MEX México         | 15:05.20 | Recorde da temporada |
| 12     | Klara Lukan               | SLO Eslovênia      | 15:09.61 |                      |
| 13     | Esther Chebet             | UGA Uganda         | 15:10.46 |                      |
| 14     | Parul Chaudhary           | IND Índia          | 15:10.68 | Recorde da temporada |
| 15     | Samiyah Hassan Nour       | DJI Djibuti        | 15:13.63 |                      |
| 16     | Federica Del Buono        | ITA Itália         | 15:15.54 |                      |
| 17     | Sarah Madeleine           | FRA França         | 15:18.62 |                      |
| 18     | Viktória Wagner-Gyürkés   | HUN Hungria        | 15:48.24 |                      |
| 19     | Wakana Kabasawa           | JPN Japão          | 15:50.86 |                      |
| 20     | Jodie McCann              | IRL Irlanda        | 15:55.08 |                      |
| Fonte: |                           |                    |          |                      |

### Final
A final ocorreu em 5 de agosto, começando às 21h15 (UTC+2).
| Pos.   | Atleta                    | CON                | Tempo    | Notas                |
| ------ | ------------------------- | ------------------ | -------- | -------------------- |
| 1      | Beatrice Chebet           | KEN Quênia         | 14:28.56 |                      |
| 2      | Faith Kipyegon            | KEN Quênia         | 14:29.60 | Recorde da temporada |
| 3      | Sifan Hassan              | NED Países Baixos  | 14:30.61 | Recorde da temporada |
| 4      | Nadia Battocletti         | ITA Itália         | 14:31.64 | Recorde nacional     |
| 5      | Margaret Kipkemboi        | KEN Quênia         | 14:32.23 | Recorde da temporada |
| 6      | Ejgayehu Taye             | ETH Etiópia        | 14:32.98 |                      |
| 7      | Medina Eisa               | ETH Etiópia        | 14:35.43 |                      |
| 8      | Karoline Bjerkeli Grøvdal | NOR Noruega        | 14:43.21 |                      |
| 9      | Gudaf Tsegay              | ETH Etiópia        | 14:45.21 | Recorde da temporada |
| 10     | Karissa Schweizer         | USA Estados Unidos | 14:45.57 |                      |
| 11     | Elise Cranny              | USA Estados Unidos | 14:48.06 |                      |
| 12     | Rose Davies               | AUS Austrália      | 14:49.67 |                      |
| 13     | Nathalie Blomqvist        | FIN Finlândia      | 14:53.10 |                      |
| 14     | Whittni Morgan            | USA Estados Unidos | 14:53.57 | Recorde pessoal      |
| 15     | Joselyn Brea              | VEN Venezuela      | 15:17.04 |                      |
| 16     | Francine Niyomukunzi      | BDI Burundi        | 15:22.40 |                      |
| Fonte: |                           |                    |          |                      |

Legenda
| Recorde mundial      | Recorde mundial (World record)               |                       | Recorde africano                      | Recorde africano (African) |                                           | Q | Classificado por posição (Qualified) |
| Recorde olímpico     | Recorde olímpico (Olympic record)            | Recorde da América    | Recorde da América (Americas)         | q                          | Classificado por melhor tempo (Qualified) |   |                                      |
| Melhor marca do ano  | Melhor marca do ano (World leading)          | Recorde asiático      | Recorde asiático (Asian)              | DNS                        | Não largou (Did not start)                |   |                                      |
| Recorde nacional     | Recorde nacional (National record)           | Recorde europeu       | Recorde europeu (European)            | DNF                        | Não terminou (Did not finish)             |   |                                      |
| Recorde pessoal      | Recorde pessoal do atleta (Personal best)    | Recorde da Oceania    | Recorde da Oceania (Oceania)          | DSQ / DQ                   | Desclassificado (Disqualified)            |   |                                      |
| Recorde da temporada | Recorde da temporada do atleta (Season best) | Recorde sul-americano | Recorde sul-americano (South America) | NM                         | Sem marca (No mark)                       |   |                                      |